# Dengeki G’s Magazine
Dengeki G’s Magazine (jap. 電撃G's magazine) – japoński magazyn wydawany przez Kadokawa Corporation (dawniej przez MediaWorks i ASCII Media Works) publikujący informacje o grach komputerowych i anime o tematyce bishōjo. Magazyn po raz pierwszy pojawił się w sprzedaży 26 grudnia 1992 roku pod nazwą „Dengeki PC Engine”, która została zmieniona na obecną w 2002 roku. Specjalne wydania magazynu o nazwie „Dengeki G's Festival!” publikowane są w nieregularnych odstępach czasu, a każdy poświęcony jest konkretnej grze bishōjo. Cztery inne wydania specjalne to „Dengeki G’s Festival! Comic”, „Dengeki G's Festival! Deluxe”, „Dengeki G's Festival! Anime” oraz „Dengeki Festival! Heaven”. 
W miesięczniku publikowane były także mangi i light novel na podstawie gier, jednak w czerwcu 2014 roku większość z nich została przeniesiona do nowego czasopisma „Dengeki G’s Comic”. Zmieniony został wtedy również format magazynu z AB na większy A4 wide (jap. A４ワイド).